# Campionati mondiali di sollevamento pesi 2018 - 55 kg femminile
Le gare di sollevamento pesi della categoria fino a 55 kg femminile — pesi piuma — dei campionati mondiali del 2018 si sono svolte il 1ª e il 3 novembre 2018 ad Aşgabat presso la Weightlifting Arena dell'Aşgabat Olympic Complex.
Sukanya Srisurat, che vinse la gara, venne riscontrata positiva agli steroidi anabolizzanti e al testosterone artificiale e squalificata per quattro anni, dal gennaio del 2019 al gennaio del 2023. La medaglia d'oro fu riassegnata alla cinese Li Yajun.
Cristina Iovu, inizialmente classificatasi al 4º posto, venne squalificata per otto anni nel dicembre 2018 – fino al dicembre 2026 – per sostituzione e manipolazione delle sacche di sangue.

## Programma
L'orario indicato corrisponde a quello turkmeno (UTC+05:00)
| Data             | Orario | Evento   |
| ---------------- | ------ | -------- |
| 1º novembre 2018 | 10:00  | Gruppo D |
| 1º novembre 2018 | 12:00  | Gruppo C |
| 3 novembre 2018  | 12:00  | Gruppo B |
| 3 novembre 2018  | 19:55  | Gruppo A |

## Medagliate
Per ciascun esercizio, le prime tre classificate sono le seguenti:
| Esercizio | Oro            | Oro    | Argento        | Argento | Bronzo            | Bronzo |
| --------- | -------------- | ------ | -------------- | ------- | ----------------- | ------ |
| Strappo   | Li Yajun       | 102 kg | Zhang Wanqiong | 101 kg  | Muattar Nabieva   | 98 kg  |
| Slancio   | Zhang Wanqiong | 124 kg | Li Yajun       | 123 kg  | Zul'fija Činšanlo | 120 kg |
| Totale    | Li Yajun       | 225 kg | Zhang Wanqiong | 225 kg  | Zul'fija Činšanlo | 213 kg |

## Record
Prima di questa competizione, i record mondiali esistenti erano i seguenti:
| Record mondiale | Strappo | Mondiale standard | 99 kg  | — | 1º novembre 2018 |
| Record mondiale | Slancio | Mondiale standard | 124 kg | — | 1º novembre 2018 |
| Record mondiale | Totale  | Mondiale standard | 221 kg | — | 1º novembre 2018 |

## Risultati
| Pos. | Atleta                        | Gr. | Peso atleta | Strappo (kg) | Strappo (kg) | Strappo (kg) | Strappo (kg) | Slancio (kg) | Slancio (kg) | Slancio (kg) | Slancio (kg) | Totale   |
| Pos. | Atleta                        | Gr. | Peso atleta | 1            | 2            | 3            | Pos.         | 1            | 2            | 3            | Pos.         | Totale   |
| ---- | ----------------------------- | --- | ----------- | ------------ | ------------ | ------------ | ------------ | ------------ | ------------ | ------------ | ------------ | -------- |
|      | Li Yajun (CHN)                | A   | 54.82       | 97           | 100          | 102          |              | 117          | 121          | 123          |              | 225      |
|      | Zhang Wanqiong (CHN)          | A   | 54.79       | 96           | 99           | 101          |              | 118          | 122          | 124          |              | 225      |
|      | Zul'fija Činšanlo (KAZ)       | A   | 54.87       | 90           | 93           | 95           | 8            | 120          | 120          | 125          |              | 213      |
| 4    | Muattar Nabieva (UZB)         | A   | 54.84       | 90           | 94           | 98           |              | 110          | 114          | 119          | 8            | 212      |
| 5    | Nouha Landoulsi (TUN)         | A   | 54.73       | 93           | 96           | 97           | 4            | 114          | 117          | 119          | 7            | 211      |
| 6    | Kristina Şermetowa (TKM)      | A   | 54.47       | 90           | 93           | 95           | 7            | 113          | 117          | 120          | 5            | 210      |
| 7    | Alexandra Escobar (ECU)       | B   | 54.75       | 91           | 93           | 95           | 5            | 113          | 116          | 116          | 6            | 209      |
| 8    | Ri Su-yon (PRK)               | A   | 53.29       | 88           | 88           | 92           | 13           | 118          | 118          | 118          | 4            | 206      |
| 9    | Hidilyn Diaz (PHI)            | B   | 54.70       | 88           | 91           | 93           | 6            | 110          | 115          | 115          | 13           | 203      |
| 10   | Chika Amalaha (NGR)           | D   | 54.89       | 90           | 95           | 95           | 9            | 112          | 117          | 117          | 9            | 202      |
| 11   | Ana Gabriela López (MEX)      | B   | 54.61       | 85           | 90           | 90           | 11           | 105          | 110          | 113          | 14           | 200      |
| 12   | Syarah Anggraini (INA)        | B   | 53.47       | 84           | 87           | 90           | 15           | 105          | 110          | 111          | 12           | 198      |
| 13   | Jourdan Delacruz (USA)        | B   | 54.92       | 83           | 83           | 86           | 16           | 107          | 110          | 112          | 10           | 198      |
| 14   | Rosane Santos (BRA)           | B   | 54.22       | 85           | 90           | 92           | 10           | 102          | 106          | 108          | 20           | 196      |
| 15   | Svetlana Eršova (RUS)         | B   | 53.72       | 83           | 87           | 89           | 14           | 103          | 106          | 109          | 15           | 196      |
| 16   | Yenny Sinisterra (COL)        | B   | 54.87       | 85           | 85           | 90           | 18           | 106          | 111          | 115          | 11           | 196      |
| 17   | Joanna Łochowska (POL)        | A   | 54.72       | 88           | 90           | 90           | 12           | 108          | 111          | 112          | 16           | 196      |
| 18   | Caitlin Hogan (USA)           | B   | 55.00       | 83           | 85           | 87           | 17           | 106          | 110          | 110          | 19           | 191      |
| 19   | Rachel Leblanc-Bazinet (CAN)  | D   | 54.82       | 80           | 84           | 86           | 19           | 103          | 106          | 108          | 18           | 190      |
| 20   | Tessy Sandi (PER)             | B   | 54.76       | 77           | 80           | 83           | 29           | 103          | 107          | 109          | 17           | 187      |
| 21   | Liudmila Psyščanitsa (BLR)    | B   | 54.80       | 79           | 79           | 82           | 22           | 100          | 104          | 107          | 21           | 186      |
| 22   | Lucrezia Magistris (ITA)      | C   | 54.31       | 82           | 85           | 85           | 20           | 95           | 100          | 103          | 22           | 185      |
| 23   | Ayana Sadoyama (JPN)          | C   | 52.41       | 78           | 80           | 82           | 21           | 97           | 100          | 102          | 24           | 184      |
| 24   | Nina Sterckx (BEL)            | D   | 54.89       | 75           | 78           | 81           | 23           | 94           | 98           | 101          | 25           | 182      |
| 25   | Kanae Yagi (JPN)              | C   | 54.37       | 78           | 80           | 80           | 28           | 96           | 100          | 102          | 23           | 182      |
| 26   | Sarah Øvsthus (NOR)           | C   | 53.76       | 77           | 77           | 79           | 31           | 97           | 97           | 99           | 27           | 178      |
| 27   | Kamila Konotop (UKR)          | C   | 52.79       | 78           | 81           | 81           | 24           | 92           | 94           | 96           | 33           | 177      |
| 28   | Johanni Taljaard (RSA)        | C   | 54.91       | 76           | 80           | 85           | 27           | 97           | 100          | 100          | 30           | 177      |
| 29   | Natalya Šeleh (BLR)           | C   | 54.50       | 77           | 77           | 79           | 33           | 90           | 95           | 98           | 29           | 175      |
| 30   | Marilou Dozois-Prévost (CAN)  | D   | 54.91       | 70           | 73           | 75           | 35           | 98           | 98           | 101          | 28           | 173      |
| 31   | Mariia Hanhur (UKR)           | C   | 53.96       | 76           | 78           | 78           | 32           | 92           | 95           | 97           | 34           | 173      |
| 32   | Katrine Bruhn (DEN)           | D   | 54.76       | 73           | 75           | 76           | 34           | 93           | 96           | 99           | 32           | 172      |
| 33   | Aksana Zalatarova (ISR)       | D   | 54.92       | 75           | 78           | 80           | 25           | 87           | 90           | 90           | 35           | 170      |
| 34   | Amy Williams (GBR)            | D   | 54.73       | 71           | 74           | 74           | 36           | 92           | 96           | 100          | 31           | 170      |
| 35   | Sofía Rito (URU)              | D   | 54.18       | 69           | 72           | 74           | 37           | 87           | 87           | 90           | 37           | 159      |
| 36   | Sandra Jensen (DEN)           | D   | 54.66       | 71           | 73           | 73           | 38           | 85           | 88           | 90           | 36           | 159      |
| 37   | Leonora Brajshori (KOS)       | D   | 54.45       | 59           | 59           | 59           | 39           | 70           | 72           | 75           | 38           | 131      |
| —    | Atenery Hernández (ESP)       | C   | 54.77       | 80           | 83           | 83           | 26           | —            | —            | —            | —            | —        |
| —    | Sümeyye Kentli (TUR)          | C   | 54.45       | 79           | 82           | —            | 30           | —            | —            | —            | —            | —        |
| —    | Ayşegül Çoban (TUR)           | C   | 54.11       | 75           | 75           | 75           | —            | 95           | 100          | 103          | 26           | —        |
| DSQ  | Sukanya Srisurat (THA)        | A   | 54.50       | 101          | 103          | 105          | —            | 122          | 125          | 127          | —            | —        |
| DSQ  | Cristina Iovu (ROU)           | A   | 55.00       | 94           | 97           | 100          | —            | 116          | 118          | 123          | —            | —        |
| —    | Chamari Warnakulasuriya (SRI) | A   | ritirata    | ritirata     | ritirata     | ritirata     | ritirata     | ritirata     | ritirata     | ritirata     | ritirata     | ritirata |